# Ekbarksdyna
Ekbarksdyna (Obolarina dryophila) är en svampart som först beskrevs av Tul. & C. Tul., och fick sitt nu gällande namn av Zdeněk Pouzar 1986. Ekbarksdyna ingår i släktet Obolarina och familjen kolkärnsvampar.  Arten är reproducerande i Sverige. Inga underarter finns listade i Catalogue of Life.